# Lương Vịnh Kỳ
Lương Vịnh Kỳ (giản thể: 梁咏琪; phồn thể: 梁詠琪, tiếng Anh: Gigi Leung Wing-kei, sinh ngày 25 tháng 3 năm 1976) là một nữ diễn viên kiêm ca sĩ người Hồng Kông.

## Tiểu sử và sự nghiệp
Lương Vịnh Kỳ tốt nghiệp khoa thiết kế, Đại học Bách khoa Hồng Kông. Từ khi còn rất nhỏ, cô đã thể hiện năng khiếu ca nhạc và diễn xuất của mình. Chính vì vậy ngay khi có điều kiện là cô tham gia ngay vào các buổi biểu diễn và đóng phim. Bộ phim màn ảnh rộng, cô tham gia diễn xuất là Full Throttle (1995), mở đường thành công cho các bộ phim sau.
Lương Vịnh Kỳ không chỉ là diễn viên, cô còn là nhạc sĩ sáng tác và trình bày các ca khúc của mình. Hơn vậy, cô còn biết chơi nhiều loại nhạc cụ khác nhau. Cô từng giành được giải thưởng cho nhạc sĩ sáng tác tại Hong Kong và danh hiệu Ca sĩ - nhạc sĩ xuất sắc.